# Орловская областная детская библиотека имени М. М. Пришвина
Бюджетное учреждение культуры Орловской области «Библиотека им. М. М. Пришвина» («Пришвинка») — детская библиотека в городе Орле. Является культурно-досуговым детским центром г. Орла, методический центр для всех детских библиотек Орловской области.

## История
Основана 28 сентября 1970 года по решению Орловского областного Совета народных депутатов, открыла свои двери 29 октября 1973 года. С тех самых пор адрес главной детской библиотеки Орловской области неизменен: город Орёл, улица Московская, 28.
С 1973 года в течение последующих тридцати лет библиотеку возглавляла заслуженный работник культуры РФ, кавалер ордена Дружбы народов Евгения Семёновна Шестопалова. С 2004 года директором библиотеки является Ирина Александровна Никашкина.
2 сентября 1981 года решением Совета министров РСФСР библиотеке было присвоено имя писателя-земляка Михаила Михайловича Пришвина.
В 1973 году в библиотеке было 1895 читателей, через двадцать лет — в 1993 году их насчитывалось уже 10500, а в 2004 году — 12699.

## Структура
В структуру библиотеки входят научно-методический отдел, отдел фондов и каталогов, отдел справочно-библиографической, информационной и массовой работы (сектор рекомендательной библиографии, сектор информационно-краеведческой работы, сектор эстетического воспитания), отдел обслуживания дошкольников и учащихся 1-4-х классов, отдел обслуживания учащихся 5-9 классов и руководителей детского чтения.
Библиотека имеет следующие отделы:
Отдел обслуживания дошкольников и учащихся 1-4 классов
Отдел обслуживания учащихся 5-9 классов и руководителей детского чтения
Научно-методический отдел
Отдел справочно-библиографической, информационной и массовой работы
(сектор рекомендательной библиографии, сектор информационно-краеведческой работы, сектор эстетического воспитания)
Отдел фондов и каталогов